# Frolovka (Primórie)
|  | Per a altres significats, vegeu «Frolovka». |

Frolovka (en rus: Фроловка) és un poble del krai de Primórie, a l'Extrem Orient de Rússia, que el 2018 tenia 901 habitants. Pertany al districte rural de Partizanski.